# اچ‌ام‌ای‌اس سالامائوآ (ال ۱۳۱)
اچ‌ام‌ای‌اس سالامائوآ (ال ۱۳۱) (به انگلیسی: HMAS Salamaua (L 131)) یک کشتی بود که طول آن ۴۴٫۵ متر (۱۴۶ فوت) بود. این کشتی در سال ۱۹۷۲ ساخته شد.